# Động cơ bốn kỳ

Chu trình 4 kì (hay chu kì Otto)

Động cơ 4 kì ở động cơ xăng 4 chu kì, có một chuỗi các chu kì miêu tả sự vận hành hoàn chỉnh của piston (pít-tông):
- Kì nạp: Van nạp được mở và van xả đóng lại, Piston chuyển động xuống dưới cylinder (xi-lanh) tạo ra một khoảng không trong cylinder để chứa nhiên liệu phun sương từ bộ chế hoà khí.
- Kì nén: Van nạp và van xả lúc này đều được đóng lại, piston chuyển động lên trên cylinder, nén hỗn hợp khí và xăng. Ngay trước khi piston chạm vào điểm chết trên (ĐCT) của cylinder, bộ phận đánh lửa (bougie) sẽ đốt cháy hoà khí (hỗn hợp xăng ở dạng hơi và không khí).
- Kì cháy giãn nở và sinh công : Cả hai van vẫn tiếp tục đóng. Lúc này, piston chuyển động đến ĐCT của cylinder. Khí được tạo ra từ việc đốt cháy hoà khí bây giờ nổ một cách nhanh chóng và piston lại chuyển động xuống dưới xi lanh (xuống điểm chết dưới (ĐCD)). Sự chuyển động này được thực hiện nhờ vào chuyển động quay của trục khuỷu và thanh truyền được nối với nhau. Áo nước bọc bên ngoài thân cylinder giúp giảm nhiệt độ do lượng nhiệt phát ra trong quá trình đốt cháy, nhờ đó động cơ được làm mát.
- Kì xả: Van xả được mở nhưng van nạp vẫn đóng. Piston chuyển động lên trên cylinder, đẩy khí xả ra ngoài thông qua van xả.Van xả đóng muộn sau ĐCT 10-30 độ góc quay trục khuỷu để lợi dụng quán tính dòng khí thải, tăng khả năng thải sạch. Cũng như vậy, van nạp được mở sớm hơn. Do đó, cuối kỳ xả, trong một khoảng thời gian nào đó, cả van xả và van nạp cùng mở.

Đỉnh pittong sử dụng cho động cơ diezen 4 kì là đỉnh lõm